# Juste d'Alexandrie
Pour les articles homonymes, voir Juste.
Juste d'Alexandrie est, selon la tradition, le 6e patriarche d'Alexandrie (5e successeur de saint Marc).

## Biographie
On ne sait rien de son épiscopat. Même les dates sont incertaines. D'après Eusèbe de Césarée, il fut élu évêque l'année de la mort du pape Alexandre, soit la 3e année de l'empereur Hadrien, et son épiscopat aurait duré onze années : on obtient ainsi les dates de 119-129. Severus (Sawirus) Ibn al-Muqaffa, évêque et historien copte du Xe siècle, qui s'appuie pourtant sur Eusèbe pour l'histoire des premiers siècles, reprend les onze années d'épiscopat, mais fixe sa mort en l'an 16 d'Hadrien, ce qui donnerait 122-132. Le calendrier officiel de l'Église copte, quant à lui, fixe sa mort en l'an 135.
On connaît une hymne éthiopienne en son honneur qui a été publiée par Ignazio Guidi dans son édition du synaxaire éthiopien : elle nous apprend qu'il aurait reçu le baptême de la main de saint Marc et que le successeur de celui-ci, Ananias, lui aurait conféré d'abord le diaconat, ensuite la prêtrise. Ce texte est difficile à dater, mais il paraît être le seul document liturgique ancien sur Juste.
Son culte est resté limité à l'Église copte. Il ne semble pas que les hagiographes anciens se soient occupés de lui. Le synaxaire alexandrin se contente d'ajouter que saint Marc l'a baptisé en même temps que ses parents et qu'Ananias lui a confié la tâche de prêcher et d'enseigner. C'est sans doute par une extrapolation aventureuse de cette donnée qu'un certain Dr. Jackie Ascott, Ph.D, en fait dans un article récent à la gloire du Patriarcat le premier maître de l'école théologique d'Alexandrie (et lui assigne en passant les dates de 132-143).
Sa fête est fixée au 12 du mois de ba'ῡnah (6 juin). C'est le jour anniversaire de sa mort déjà donné par Severus Ibn al-Muqaffa,